# Střížovice (Plzeň)
Střížovice é uma comuna checa localizada na região de Plzeň, distrito de Plzeň-jih.